# Слива Ґреєва
Слива Ґреєва, черемха Ґреєва (Prunus grayana) — вид квіткових рослин із підродини мигдалевих (Amygdaloideae).

## Біоморфологічна характеристика
Це листопадне дерево зі струнким стовбуром; зазвичай досягає 6–10 метрів у висоту, але іноді досягає 16 метрів.

## Поширення, екологія
Ареал Китай і Японія. Населяє пагорби та гірські ліси, змішані ліси в долинах, тінисті місця на схилах і вздовж стежок; на висотах від 1000 до 3800 метрів у Китаї.

## Використання
Дерево збирають із дикої природи для місцевого використання як їжу та джерело матеріалів. Плоди вживають сирими чи приготовленими. З листя можна отримати зелений барвник. З плодів можна отримати барвник від темно-сірого до зеленого. Деревина тверда, компактна, легко розколюється. Використовується для різьблення, токарної справи, меблів, посуду, ручок інструментів тощо.